# Aļona Ribakova
Aļona Ribakova, född 7 februari 1991, är en lettisk simmare.
Ribakova tävlade för Lettland vid olympiska sommarspelen 2016 i Rio de Janeiro, där hon blev utslagen i försöksheatet på 200 meter bröstsim.